# Kodeks 0231
Kodeks 0231 (Gregory-Aland no. 0231) – grecki kodeks uncjalny Nowego Testamentu na pergaminie, paleograficznie datowany jest na IV wiek. Fragment przechowywany jest w Oksfordzie.

## Opis
Do XX wieku zachował się tylko fragment jednej karty, z tekstem Ewangelii Mateusza (26,75-27,1.3-4). Przypuszcza się, że oryginalne karty kodeksu miały rozmiar 15 na 11,5 cm. Tekst pisany jest dwiema kolumnami na stronę, 15 linijkami w kolumnie.

## Tekst
Kurt Aland zaklasyfikował tekst fragmentu do kategorii III.

## Historia
INTF datuje rękopis na IV wiek , przypuszcza się, że powstał w Egipcie.
Rękopis został znaleziony w Antinoopolis (El-Sheikh Ibada) w Egipcie. W 1950 roku badał go G.R. Roberts. W 1967 Giovanni Cavallo wydał jego faksymile.
Na listę rękopisów Nowego Testamentu wciągnął go Kurt Aland w 1953 roku, oznaczając go przy pomocy siglum 0231.
Rękopis obecnie przechowywany jest w bibliotece Ashmolean Museum (P. Ant. 11) w Oksfordzie .